# Enfer blanc (série télévisée)
 (mars 2023).
La mise en forme du texte ne suit pas les recommandations de Wikipédia : il faut le « wikifier ».
Les points d'amélioration suivants sont les cas les plus fréquents :
- Les titres sont pré-formatés par le logiciel. Ils ne sont ni en capitales, ni en gras.
- Le texte ne doit pas être écrit en capitales (les noms de famille non plus), ni en gras, ni en italique, ni en « petit »…
- Le gras n'est utilisé que pour surligner le titre de l'article dans l'introduction, une seule fois.
- L'italique est rarement utilisé : mots en langue étrangère, titres d'œuvres, noms de bateaux, etc.
- Les citations ne sont pas en italique mais en corps de texte normal. Elles sont entourées par des guillemets français : « et ».
- Les listes à puces sont à éviter, des paragraphes rédigés étant largement préférés. Les tableaux sont à réserver à la présentation de données structurées (résultats, etc.).
- Les appels de note de bas de page (petits chiffres en exposant, introduits par l'outil «  Source ») sont à placer entre la fin de phrase et le point final[comme ça].
- Les liens internes (vers d'autres articles de Wikipédia) sont à choisir avec parcimonie. Créez des liens vers des articles approfondissant le sujet. Les termes génériques sans rapport avec le sujet sont à éviter, ainsi que les répétitions de liens vers un même terme.
- Les liens externes sont à placer uniquement dans une section « Liens externes », à la fin de l'article. Ces liens sont à choisir avec parcimonie suivant les règles définies. Si un lien sert de source à l'article, son insertion dans le texte est à faire par les notes de bas de page.
- La présentation des références doit suivre les conventions bibliographiques. Il est recommandé d'utiliser les modèles {{Ouvrage}}, {{Chapitre}}, {{Article}}, {{Lien web}} et/ou {{Bibliographie}}. Le mode d'édition visuel peut mettre en forme automatiquement les références.
- Insérer une infobox (cadre d'informations à droite) n'est pas obligatoire pour parachever la mise en page.

Pour une aide détaillée, merci de consulter Aide:Wikification.
Si vous pensez que ces points ont été résolus, vous pouvez retirer ce bandeau et améliorer la mise en forme d'un autre article.
Enfer blanc (en suédois : Tunn is) est une série télévisée suédoise produite pour TV4 qui a été créée le 3 février 2020. La série se compose de huit épisodes et créer par Lena Endre et du producteur Søren Stærmose[Quoi ?].

## Synopsis
Un navire de recherche disparaît dans les eaux du Groenland. S'agit-il d'une coïncidence ou d'une grande conspiration ?

## Distribution
- Lena Endre : Elsa Engström
- Bianca Kronlöf : Liv Hermannson
- Alexander Karim : Viktor Baker
- Johannes Bah Kuhnke : Liam Skjöld
- Reine Brynolfsson : Ville Berger
- Nicolas Bro : Martin Overgaard
- Nika Savolainen : Sasha
- Iben Dorner : Katarina Iversen
- Angunnguaq Larsen : Enok Lynge
- Nukâka Coster-Waldau : Inaliáta Lynge (Ina)
- Qillannguaq Berthelsen : Mati
- Vytautas Kaniusonis : Bojan Lisov